# Vor wem laufen wir eigentlich davon?
Vor wem laufen wir eigentlich davon? (Originaltitel: Biz Kimden Kaçıyorduk Anne?) ist eine türkische Dramaserie, die am 24. März 2023 auf Netflix veröffentlicht wurde. Die Serie basiert auf dem gleichnamigen Roman von Perihan Mağden.

## Inhalt
Die Serie folgt einer rätselhaften Mutter und ihrer Tochter Bambi, die ohne festen Wohnsitz von Luxushotel zu Luxushotel reisen. Trotz ihrer Bemühungen, unauffällig zu bleiben, erregen sie die Aufmerksamkeit des Personals und der Gäste. Während ihrer Flucht werden nach und nach Details über die mysteriöse Vergangenheit der Mutter enthüllt, die ihre ständige Flucht vor unbekannten Verfolgern erklärt.

## Produktion
Die Serie wurde von 1441 Productions produziert und von Umut Aral und Gökçen Usta Çaylar inszeniert. Das Drehbuch stammt von Ertan Kurtulan. Die Dreharbeiten fanden in der Region Antalya in der Türkei statt. Die Serie wurde am 24. März 2023 auf der Streaming-Plattform Netflix veröffentlicht.

## Besetzung und Synchronisation
Die deutschsprachige Synchronisation entstand nach den Dialogbuch von Nina Kind sowie unter der Dialogregie von Ela Nitzsche durch die Synchronfirma Deluxe Media GmbH.
| Rolle          | Schauspieler       | Synchronsprecher      |
| -------------- | ------------------ | --------------------- |
| Mutter         | Melisa Sözen       | Anne Moll             |
| Bambi          | Eylül Tumbar       | Malin Steffen         |
| Arzt           | Deniz Karaoğlu     | Martin Sabel          |
| junge Mutter   | Işık Naz Özedgü    | Runa Pernoda Schaefer |
| Mutters Mutter | Başak Daşman       | Kerstin Draeger       |
| Mutters Vater  | Musa Uzunlar       | Michael Bideller      |
| Polizist       | Meriç Rakalar      | Malte Meibauer        |
| Rezeptionistin | Buçe Buse Kahraman | Nina Witt             |